# ヴェロ・コプナー・ウィン＝エドワーズ
ヴェロ・コプナー・ウィン＝エドワーズ（Vero Copner Wynne-Edwards,1906年7月4日－1997年1月5日）は、イギリスの動物行動学者。大英帝国勲章コマンダー勲爵士（CBE）、王立協会フェロー（FRS）、エディンバラ王立協会フェロー（FRSE）。1962年の著書『社会行動に関連した動物の分散』で提唱された、群選択説によってよく知られる。

## 生涯
ウィン＝エドワーズは1906年、イギリス北部のリーズに生まれる。父カノンはリーズのグラマー・スクールの校長を務めた。幼い頃から父譲りの自然史への興味、特に植物への深い興味を持っていた。ラグビー校を経てオックスフォード大学動物学部へ進学すると、海洋生物へ興味を広げた。大学卒業後、プリマスの海洋生物研究所に仕事を見つけ、甲殻類と魚類の研究を行った。空いた時間にプリマス地方のムクドリの分布を入念に調べ、これが彼にとって鳥類を本格的に調査した初めての経験となった。2年間のプリマス勤務の後、ブリストル大学へ準講師として在籍するが、わずか数ヶ月後にはモントリオールのマギル大学へ招聘された。マギル大学には1930年から1946年までの16年間在籍した。
マギル大学では海洋生物の種の地理的分布（沿岸生、近海生、遠海生生物の分布）と、淡水魚、高山植物、および北部ラブラドール地方の海鳥の研究を行った。また個人的にオオミズナギドリの渡りの追跡調査を行い、この功績によってボストン自然史学会からウォーカー賞を受賞した。高山植物の調査の功績で2度目のウォーカー賞を受賞し、カナダ王立協会の会員に選出された。1946年にイギリスに戻り、アバディーン大学の動物学教授となった。彼はここに退職までの28年間在籍し、動物学部をヨーロッパ有数の大きな研究機関へと成長させた。またフィールドワークに関する広い経験が買われ、政府系機関で後にイギリスの環境調査の中心的団体となる自然環境調査委員会の委員長を務めた。退職前の数年間はアバディーン大学の副学長を務めている。
1974年のアバディーン大学退職後も近郊に住み、野鳥研究などを行った。1997年にアバディーンで死去し、同地に葬られた。享年80。
息子ヒュー・ウィン＝エドワーズは地理学者。孫娘のキャサリン・E・ウィン＝エドワーズは動物行動学者でげっ歯類などの社会行動を研究している。

## 種の利益と群選択
ウィン＝エドワーズはそれまで広く信じられてきた「生物は種の保存や維持のために行動する」という漠然とした概念を定式化しようと努めた。そして個体数調節や自己犠牲的な行動を行う「利他的な」個体が多い群れは、そのようなことを気にとめない「利己的な」個体が多い群れよりも長く存続するはずで、結果的に自然選択は個体よりも群れなどの集団に強く影響すると主張し、このメカニズムを群選択（集団選択）と名付けた。
彼自身も自覚していたように、著書の出版直後から激しい論争が起きた。彼の立場を支持した初期の人々にロバート・アードリー、コンラート・ローレンツ、ローレンツの教え子のイレネウス・アイブル＝アイベスフェルト（後に反対に転向）らがいる。一方で、ジョン・メイナード＝スミス（1963）、デイビッド・ラック（1966）、ジョージ・クリストファー・ウィリアムズ(1966,1971）、リチャード・ドーキンス（1976,1982）らによって厳しく批判された。たとえばウィン＝エドワーズは鳥類で個体密度が増加すると一腹卵数が減ることについて、資源の乱費による群れの絶滅を避けるため、親は敢えて（子育てする能力があるにもかかわらず）一腹卵数を制限しているのだと主張した。これに対してラックは巣にヒナを加えることで巣立ちできる子の数が何も手を加えない時より減ることを示した。そして、親が一腹卵数を制限するのは、獲得できる資源の量が少ない環境ではエサが多くの子に分散され無事に育つ子の数が減るためで、親は最も効率よく自分の子を最大化できるような繁殖戦略を採っている（＝繁殖についてそのような遺伝的傾向を持つ個体が自然選択によって数を増してゆく）のだと反論した。
ウィン＝エドワーズは1978年に群選択が成り立たないことを率直に認め主張を撤回したが、1980年代初頭にはデイビッド・スローン・ウィルソンらが主張した新たな群選択（マルチレベル選択）を支持した。彼の理論と種の利益論法（ただし後年、種の利益論法を擁護するために群選択を提唱したのではないと述べている）は現在のほとんどの動物行動学者と進化生物学者から受け入れられていない。しかし、彼の主張は「種の利益」という漠然とした概念の問題点を明らかにし、膨大な動物行動研究を刺激した。そのため動物行動学や行動生態学の発展に大きく貢献したと評価する人々もいる。

## 受賞歴他
- 1950年 エジンバラ王立協会会員
- 1965-70年 イギリス鳥類学者協会会長
- 1970年 ロンドン王立協会会員[4]
- 1973年 大英帝国勲章コマンダー[5]
- 1977年 エジンバラ王立協会より「スコットランドの自然史研究への多大な貢献」に対してニール賞
- 1980年 ロンドン動物学会よりフリンク・メダル

## 著書
- Wynne-Edwards, V.C. 1962. Animal Dispersion in Relation to Social Behavior. Oliver & Boyd, London.
- Wynne-Edwards, V.C. 1986. Evolution through group selection. Oxford : Blackwell Scientific. 340 pp. ISBN 0632015411 (paperback)